# Roman Karmen
Roman Lazarevitch Karmen (en russe : Роман Лазаревич Кармен), né le 29 novembre 1906 à Odessa (Empire russe) et mort le 28 avril 1978 à Moscou (Union soviétique), est un cinéaste soviétique.
Ambassadeur itinérant de la cause socialiste, ce cinéaste soviétique, mort en 1978, a tourné certaines des images les plus fortes et les plus célèbres de la propagande soviétique du XXe siècle, de la guerre d'Espagne en 1936 à la répression militaire au Chili en 1973. 

## Biographie
Fils de l’écrivain Lazare Karmen (ru), Roman Karmen nait à Odessa. Durant son enfance, sa famille s’installe à Moscou. Roman s’initie à la photographie. En septembre 1923, ses premières photos sont publiées dans le journal Ogoniok ou petite flamme. 
En 1932, à la fin de ses études à l’Institut cinématographique d’État, Roman Karmen commence à travailler aux Studios centraux des films documentaires. Karmen croit à l’idéal communiste. À partir de 1936, il produit des actualités cinématographiques dans une Espagne déchirée par la guerre civile.
Après juin 1941 et l'entrée en guerre de l'URSS contre les Allemands, il est mobilisé en tant qu'officier photographe et documentariste au front lors de la bataille de Moscou, à Léningrad, à Stalingrad. Le documentaire La Défaite des armées allemandes devant Moscou comporte notamment les séquences tournées par Roman Karmen. Il filme la libération des camps de concentration, puis, à Berlin le 8 mai 1945 au soir , la capitulation de l'Allemagne nazie.
Roman Karmen met en scène ses documentaires. Il mêle des reconstitutions à ses images d’actualité. En mai 1954, à l’issue de la bataille de Điện Biên Phủ, il crée artificiellement la prise du bunker du général de Castries sur le modèle de la photo de la prise du Reichstag (photo qui fut prise par Yevgeny Khaldei).
De la fin des années 1950 aux années 1960, Roman Karmen accompagne le destin du communisme et de ses leaders à travers le monde, dans la Chine de Mao Zedong, le Viêt Nam d’Hô Chi Minh, ou l’île de Cuba avec Fidel Castro.
Par son engagement et son génie de la mise en scène, Roman Karmen aura eu une énorme influence sur le cinéma documentaire et propagandiste en Union soviétique.
Il est membre du PCUS depuis 1939 et est également membre de l'Union des écrivains soviétiques depuis 1940. Depuis 1965, il devient secrétaire de l'Union cinématographique de l'URSS.
Roman Carmen est décédé le 28 avril 1978 à Moscou. Il a été enterré au cimetière de Novodevitchi.

## Filmographie
- 1937 : La Chine héroïque (50')[5]
- 1937 : Madrid en feu [5]
- 1939 : Espagne (Испания)
- 1941 : La Chine se bat (35')[5]
- 1942 : Léningrad dans la lutte (Ленинград в борьбе)
- 1942 : L’Écrasement des troupes allemandes devant Moscou (Разгром немецких войск под Москвой)
- 1943 : 25 octobre (25- й Октябрь)
- 1945 : Berlin (Берлин)
- 1946 : Tribunal des peuples (Суд народов) (film sur le procès de Nuremberg)
- 1953 : Histoire des travailleurs du pétrole de la Caspienne (Повесть о нефтяниках Каспия)
- 1955 : Viêt Nam (Вьетнам) (film sur la bataille de Dien Bien Phu)
- 1956 : Matin indien (Утро Индии)
- 1958 : Vaste est mon pays... (Широка страна моя...) (premier film panoramique soviétique)
- 1959 : Les Conquérants de la mer (Покорители моря)
- 1961 : L’Île en feu (Пылающий остров) (film sur le débarquement de la baie des Cochons à Cuba)
- 1965 : Grande Guerre patriotique (Великая отечественная), réalisé à l’occasion du vingtième anniversaire de la Seconde Guerre mondiale
- 1968 : Grenade, Grenade, ma Grenade... (Гренада, Гренада, Гренада моя...), sur l’accession à l’indépendance de la Grenade, coréalisé avec Constantin Simonov.
- 1969 : Camarade Berlin (Товарищ Берлин)
- 1972 : Le Continent en feu (Пылающий континент)

## Œuvres littéraires
- Motoneige (Аэросани. М., 1931)
- Une année en Chine (Год в Китае. М., 1941)[6]
- La voiture traverse le désert (Автомобиль пересекает пустыню. М., 1954)
- Lumière dans la jungle (Свет в джунглях. М., 1957)
- Viêt Nam se bat (Вьетнам сражается. М., 1958)
- À travers l'Inde (По Индии. М., 1960)
- Par pays de trois continents (По странам трёх континентов. М., 1962)
- Buenaventura - citoyen de Cuba (Буэнавентура - гражданин Кубы. М., 1966)
- Héros de la lutte et de la création (Героика борьбы и созидания. М., 1967)
- Sur le temps et sur soi-même (О времени и о себе. М., 1969)
- No pasarán (Но пасаран! М., 1972)
- L'art du reportage (Искусство кинорепортажа. М., 1974)
- Chili - le temps de la lutte, le temps de l'angoisse (Чили - время борьбы, время тревог. М., 1975)
- Hôtel "Floride" (Отель "Флорида". М., 1976)

## Distinctions
- 1942 : prix Staline, pour le film Le Jour d'un nouveau monde
- 1947 : prix Staline, pour le film Le Jugement des peuples (1947)
- 1952 : prix Staline, pour le film Turkménistan soviétique
- 1960 : prix Lénine
- 1965 : Artiste du peuple de la RSFSR
- 1966 : Artiste du peuple de l'URSS
- 1970 : Prix national de la République démocratique allemande, pour le film Camarade Berlin
- 1975 : prix d'État de l'URSS, pour les films Le Continent en feu, Chili - temps de lutte, temps d'alerte
- 1976 : Héros du travail socialiste
- Médaille pour la Défense de Stalingrad
- Médaille pour la Défense de Moscou
- Médaille pour la victoire sur l'Allemagne
- Médaille du 30e anniversaire de la Victoire sur l'Allemagne

## Portrait
- Patrick Barbéris et Dominique Chapuis ont réalisé en 2001 un documentaire de 90 minutes, Roman Karmen un cinéaste au service de la révolution, diffusé sur Arte en février 2002[2],[7].
- Patrick Barbéris, Dominique Chapuis : Roman Karmen, une légende rouge, Seuil, 2002,  (ISBN 978-2020523837), 191 pages[8].